# Trachylepis septemtaeniata
Espèce
Synonymes
- Euprepis septemtaeniatus Reuss, 1834
- Mabuya aurata septemtaeniata (Reuss, 1834)
- Mabuya septemtaeniata (Reuss, 1834)
- Trachylepis septemtaeniatus (Reuss, 1834)
- Trachylepis aurata septemtaeniata Reuss, 1834

Trachylepis septemtaeniata est une espèce de sauriens de la famille des Scincidae.

## Répartition
Cette espèce se rencontre en Afghanistan, au Turkménistan, dans le sud de l'Iran, en Turquie, en Azerbaïdjan, en Syrie, en Irak, dans le nord-est de l'Arabie saoudite, au Bahreïn, en Oman et en Érythrée.

## Publication originale
- Reuss, 1834. Zoologische Miscellen, Reptilien. Saurier. Batrachier. Museum Senckenbergianum, Frankfurt am Main vol. 1, no 6, p. 27-62.